# Universitatea Națională de Educație la Distanță (UNED)
La Universidad Nacional de Educación a Distancia (UNED), este o universitate publică, spaniolă, cu caracter statal. Este vorba despre o universitate relativ tânără, care își începe activitățile academice în 1973. A fost creată în urma Decretului 2310/1972, din 18 august 1972, publicat în Buletinul Oficial al Statului (BOE), la 1 septembrie al aceluiași an. Înființarea sa se completează cu Decretul 3114/1974, de la 25 octombrie, unde se stabilește schema de funcționare a Universității și aprobarea statutelor sale.
Universitatea UNED dispune de cursuri la distanță, prin sprijinul audiovizual și internet. Își are sediul central în Madrid, în campusurile din Senda del Rey și din Ciudad Universitaria. Datorită particularităților din domeniile sale, nu a fost atașată la nici una dintre comunitățile autonome, fiind sub tutela Ministerului de Educație și Știință al Guvernului Spaniol.
În atenția caracteristicilor speciale ale acestei universități, Legea Organică a Universităților, 6/2001 (LOU)2, îi asigură același grad de independență ca și celorlalte universități spaniole.
După mai mult de treizeci de ani de funcționare și aproape 180.000 de elevi (dacă îi punem la socoteală pe cei care studiază pentru cariere reglementate, cei care sunt înscriși la cursuri deschise, sau la cursuri de Formare a Cadrelor Didactice) ocupă primul loc ca număr de elevi înscriși, dintre toate universitățile spaniole și este a doua din Europa după Open University, din Regatul Unit.
Universitatea UNED combină metodologia tradițională la distanță, cu folosirea noilor tehnologii ale informației și ale comunicării, prin intermediul cursurilor sale virtuale pe Internet, televiziunii educative, programelor de radio și prin sprijinul oferit elevilor, prin meditații prezențiale de asistență, nu obligatorii din rețeaua de Centre Asociate.
Conținut 
1 Centre Asociate
2 Ce se poate studia la UNED
```
 2.1 Proba de acces la Universitate
 2.2 Studii academice
 2.3 Cursuri postuniversitare
 2.4 Educație permanentă
 2.5 Centru universitar de Limbi Străine la distanță
 2.6 Cursuri de vară
 2.7 Studii de practică juridică
```

3 Studenții Universității UNED
4 Biblioteca Universității UNED
5 Titluri Honoris Causa
6 Referințe
7 Vezi și
8 Legături externe
```
  Centre Asociate
Universitatea UNED se bazează pe sprijinul unei rețele de Centre Asociate care îi permit studentului să ajungă la un centru universitar, să se consulte cu profesorul tutor căruia i-a fost asignat, să-și realizeze examenele și accesul la servicii informatice și de bibliotecă. Actualmente Universitatea UNED posedă 62 de centre asociate în Spania, primul creat pe insula Gran Canaria în 1973 și ultimul, cel din Madrid-Sur, fondat în 2010, plus alte 15 în străinătate.
```